# European Studbook
El Libro de cría europeo o European Studbook (ESB) es un programa de cría en cautividad que basa su trabajo en la recopilación de datos sobre distintos aspectos de una población (nacimientos, muertes, transferencias etc.) de todas las instituciones que mantengan una determinada especie. La gestión de los datos se realiza normalmente con la ayuda de un programa informático específico que permite realizar análisis de la población y valorar las tendencias poblacionales a largo plazo.
A nivel europeo existen dos niveles de programa de conservación ex situ dirigidos y coordinados por la European Association of Zoos y Aquaria EAZA:
- EEP (European Endangered Species Program): Programa Europeo de Especies en Peligro
- ESB (European StudBook): Libro de cría europeo